# Budaligeti-barlang
A Budaligeti-barlang a Duna–Ipoly Nemzeti Parkban lévő Budai-hegységben, Budapest II. kerületében elhelyezkedő egyik barlang.

## Leírás
A Duna–Ipoly Nemzeti Park Igazgatóság adatai szerint az M0-s autóút nyugati szektor, 10-es főút – 1-es főút közötti tervezett szakasz A változatában szereplő Hidegkúti úti csomópontnál helyezkedik el a Budaligeti-barlang.
Előfordul irodalmában Téglagyári barlang (Bertalan 1976) néven is.

## Kutatástörténet
Bertalan Károly 1976-ban befejezett kéziratában az van írva, hogy a Téglagyári barlang Budapest II. kerületében helyezkedik el. Pontos helye nem ismert, csak annyit lehet tudni róla, hogy Budaliget határában található. A fosszilis patakbarlang maradvány 7 m hosszú. Tanulmányozni kell a helyszínen. A barlang korábban csak egy 1961-es kéziratban lett említve.

## További irodalom
- Papp Ferenc: Dunántúl karsztmorfológiája. Kézirat. Budapest, 1961. 65. old. (A kézirat megtalálható a Bibliotheca Speleologica gyűjteményében.)